# Bârca
Bârca est une commune roumaine située dans le județ de Dolj.